# Fetița Lună și Dinozaurul Diabolic
Fetița Lună și Dinozaurul Diabolic (în engleză Moon Girl and Devil Dinosaur) este un serial de animație american dezvoltat de Steve Loter, Jeffrey M. Howard și Kate Kondell pentru Disney Channel. Bazat pe personajele cu aceleași nume de la Marvel Comics, seria o urmărește pe Lunella Lafayette și companionul ei dinozaur „Dinozaurul Diabolic”.
Serialul îi are ca actori vocali pe Diamond White, Fred Tatasciore, Alfre Woodard, Sasheer Zamata, Jermaine Fowler, Gary Anthony Williams, Libe Barer și Laurence Fishburne. Dezvoltarea serialului a început după ce președintele Marvel Studios Louis D'Esposito, i-a arătat lui Fishburne benzile desenate Fetița Lună și Dinozaurul Diabolic. Interesul i-a fost stârnit, Fishburne a vrut să realizeze un serial animat bazat pe duo. Producția a continuat timp de doi ani înainte ca Steve Loter să fie angajat ca producător executiv. După o prezentare de succes adresată directorilor Disney Television Animation, serialul a fost anunțat public în februarie 2018. Este produs de Cinema Gypsy Productions, Disney Television Animation și Marvel Animation, și este animat de Flying Bark Productions.
În octombrie 2022, înainte de premiera serialului, acesta a fost reînnoit pentru un al doilea sezon. Fetița Lună și Dinozaurul Diabolic a avut premiera pe Disney Channel pe 10 februarie 2023 și a fost lansat pe Disney+ cinci zile mai târziu. Al doilea și ultimul sezon a avut premiera pe 2 februarie 2024, cu episoadele rămase având premiera din 6 februarie 2025.
Premiera în România a avut loc pe 20 martie 2023 pe Disney Channel.

## Subiect
Lunella Lafayette este un geniu de 13 ani care locuiește cu părinții și bunicii ei în Lower East Side din New York City. Într-o zi, ea activează un portal și un tiranozaur roșu iese din el. Cu sprijinul prietenei ei Casey, ea devine un super-erou pe nume Fetița lună și numește dinozaurul „Dinozaurul Diabolic”.

## Personaje

### Principale
- Lunella Lafayette / Fetița Lună - este o fată de culoare înzestrată în vârstă de 13 ani, care trăiește o viață dublă ca super-eroină și îl aduce accidental pe Dinozaurul Diabolic în New York-ul zilelor noastre.
- Dinozaurul Diabolic - un tiranozaur roșu adus accidental în New York-ul zilelor noastre de către Lunella. Se arată că are un apetit mare pentru mâncare, în special pentru hot dog.
- Casey Calderon (numele complet Casey Maria Eva Duarte Goldberg-Calderon) este, managerul Lunellei ,cea mai bună prietenă cu origini portoricane și evreiești și confident în ceea ce privește identitatea Lunellei ca Fetița Lună.

### Secundare
Familia Lafayette
- Miriam „Mimi” Lafayette - este bunica Lunellei, care este vânzătoare la barul de snack-uri la Roll With It, o bucătăreasă expertă, și a fost originala Fetiță Lună pe vremea când era un om de știință. Ea știe în secret că Lunella și Fetiță Lună sunt una și aceeași.
- Adria Lafayette - este Mama Lunellei, care este DJ la Roll With It.
- James Lafayette Jr - este tatăl Lunellei și sneaker clerk la Roll With It.
- James Lafayette Sr. - este un bărbat de vârstă mijlocie în stilul punk din anii ''60, bunicul patern al Lunellei și proprietarul Roll With It.

### Răufăcetori
- Molecule Man - este o ființă extraterestră puternică care mânuiește o baghetă care deformează realitatea care guvernează o planetă într-o altă realitate

## Episoade
| Premiera originală | Premiera în România | N/o | Titlu român                          | Titlu englez                  |
| ------------------ | ------------------- | --- | ------------------------------------ | ----------------------------- |
|                    |                     |     |                                      |                               |
| PRIMUL SEZON       |                     |     |                                      |                               |
|                    |                     |     |                                      |                               |
| 10.02.2023         | 20.03.2023          | 1   | Fetița Luna și Dinozaurul Diabolic   | Moon Girl Landing             |
|                    |                     |     |                                      |                               |
| 11.02.2023         | 21.03.2023          | 2   | Bătăușul din Cartier                 | The Borough Bully             |
|                    |                     |     |                                      |                               |
| 18.02.2023         | 22.03.2023          | 3   | Responsabil de Patinoar              | Run the Rink                  |
|                    |                     |     |                                      |                               |
| 18.02.2023         | 23.03.2023          | 4   | Introspecție                         | Check Yourself                |
|                    |                     |     |                                      |                               |
| 25.02.2023         | 24.03.2023          | 5   | Azi cu Păr, Mâine Fără               | Hair Today, Gone Tomorrow     |
|                    |                     |     |                                      |                               |
| 25.03.2023         | 27.03.2023          | 6   | Beyonder                             | The Beyonder                  |
|                    |                     |     |                                      |                               |
| 04.03.2023         | 28.03.2023          | 7   | Ziua Liberă a Fetiței Lună           | Moon Girl's Day Off           |
|                    |                     |     |                                      |                               |
| 11.03.2023         | 29.03.2023          | 8   | Animăluțul Profesoarei               | Teacher's Pet                 |
|                    |                     |     |                                      |                               |
| 18.03.2023         | 30.03.2023          | 9   | Omite Ad...olescența                 | Skip This Ad...olescence      |
|                    |                     |     |                                      |                               |
| 25.03.2023         | 31.03.2023          | 10  | Noapte Bună, Fetiță Lună             | Goodnight, Moon Girl          |
|                    |                     |     |                                      |                               |
| 01.04.2023         | 22.05.2023          | 11  | Așa Mamă, Așa Fetiță Lună            | Like Mother, Like Moon Girl   |
|                    |                     |     |                                      |                               |
| 08.04.2023         | 23.05.2023          | 12  | Astăzi sunt femeie                   | Today, I Am a Woman           |
|                    |                     |     |                                      |                               |
| 15.04.2023         | 24.05.2023          | 13  | Mini-Diabolic                        | Devil on Her Shoulder         |
|                    |                     |     |                                      |                               |
| 22.04.2023         | 25.05.2023          | 14  | Insula Coney                         | Coney Island, Baby!           |
|                    |                     |     |                                      |                               |
| 29.04.2023         | 26.05.2023          | 15  | Originala Fetiță Lună - prima parte  | OMG Issue #1                  |
|                    |                     |     |                                      |                               |
| 06.05.2023         | 29.05.2023          | 16  | Originala Fetiță Lună - a doua parte | OMG Issue #2                  |
|                    |                     |     |                                      |                               |
| SEZONUL 2          |                     |     |                                      |                               |
|                    |                     |     |                                      |                               |
| 02.02.2024         | 13.05.2024          | 17  | Marele Beyonder                      | The Great Beyond-er!          |
|                    |                     |     |                                      |                               |
| 02.02.2024         | 14.05.2024          | 18  | Echipează-te                         | Suit Up!                      |
|                    |                     |     |                                      |                               |
| 10.02.2024         | 15.05.2024          | 19  | În burta bestiei                     | Belly of the Beast            |
|                    |                     |     |                                      |                               |
| 10.02.2024         | 16.05.2024          | 20  | Erou în metrou                       | Ride or Die                   |
|                    |                     |     |                                      |                               |
| 17.02.2024         | 17.05.2024          | 21  | Copilul Kree                         | Kid Kree                      |
|                    |                     |     |                                      |                               |
| N/A                | N/A                 | 22  | '                                    | The Gatekeeper                |
|                    |                     |     |                                      |                               |
| 17.02.2024         | 20.05.2024          | 23  | Don Dorință                          | Wish-Tar                      |
|                    |                     |     |                                      |                               |
| 24.02.2024         | 21.05.2024          | 24  | Succes sau eșec!                     | Make It, Don't Break It       |
|                    |                     |     |                                      |                               |
| 24.02.2024         | 22.05.2024          | 25  | Diabolicul cunoscut                  | The Devil You Know            |
|                    |                     |     |                                      |                               |
| 02.03.2024         | 24.05.2024          | 26  | Jaful                                | In the Heist                  |
|                    |                     |     |                                      |                               |
| 02.03.2024         | 23.05.2024          | 27  | Amiază de câine                      | Dog Day Mid-Afternoon         |
|                    |                     |     |                                      |                               |
| 09.03.2024         | 27.05.2024          | 28  | Rolleriada                           | Roller Jam!                   |
|                    |                     |     |                                      |                               |
| 09.03.2024         | 28.05.2024          | 29  | Dansează singură                     | Dancing With Myself           |
|                    |                     |     |                                      |                               |
| 16.03.2024         | 29.05.2024          | 30  | Chestiuni de familie                 | Family Matters                |
|                    |                     |     |                                      |                               |
| 16.03.2024         | 30.05.2024          | 31  | Nivel molecular                      | The Molecular Level           |
|                    |                     |     |                                      |                               |
| 06.02.2025         | 19.05.2025          | 32  | Fetița Lună pedepsită                | Moon Girl, Grounded           |
|                    |                     |     |                                      |                               |
| 06.02.2025         | 20.05.2025          | 33  | O tură cu mine                       | Ride Along                    |
|                    |                     |     |                                      |                               |
| 15.02.2025         | 21.05.2025          | 33  | Pur și simplu, lavă                  | Lava Actually                 |
|                    |                     |     |                                      |                               |
| 15.02.2025         | 22.05.2025          | 34  | Lună plină                           | Full Moon                     |
|                    |                     |     |                                      |                               |
| 22.02.2025         | 26.05.2025          | 35  | Îndrăgostit                          | Crushed                       |
|                    |                     |     |                                      |                               |
| 22.02.2025         | 23.05.2025          | 36  | Intervenție cu Beyonder              | To Intervention and Beyond-er |
|                    |                     |     |                                      |                               |
| 01.03.2025         | 27.05.2025          | 38  | O aniversare diabolică               | A Devil-ish Birthday          |
|                    |                     |     |                                      |                               |
| 01.03.2025         | 28.05.2025          | 39  | Petrecăreața                         | Party Girl                    |
|                    |                     |     |                                      |                               |
| 08.03.2025         | 29.05.2025          | 40  | '                                    | Guess Who's Coming to Dinner  |
|                    |                     |     |                                      |                               |
| 08.03.2025         | 30.05.2025          | 41  | '                                    | Shoot for the Moon            |